# Miami Dutch Lions FC
Miami Dutch Lions FC is een Amerikaanse voetbalclub uit in de regio Miami in Florida. Het eerste elftal komt uit in de National Premier Soccer League, wat het vierde niveau in Amerika is en het hoogste amateur niveau. De clubkleuren zijn oranje, blauw en wit. De club werd in 2011 opgericht als Texas Dutch Lions en speelde ook als Houston Dutch Lions.

## Geschiedenis
Dayton Dutch Lions FC werd in 2009 opgericht als een joint venture tussen de bedrijven van de voormalige Nederlandse profvoetballers Erik Tammer (Tammer Sportmanagement) en Mike Mossel (Business and Sports Performance) en FinFac Beheer. De oprichters willen voornamelijk een voetbalinstituut opzetten, om lokaal talent te ontwikkelen en te begeleiden, geheel volgens de Nederlandse voetbalfilosofie. De clubnaam verwijst naar deze Nederlandse connectie.
In 2011 werd een tweede filiaal opgericht in Houston, de Texas Dutch Lions FC. Robert Maaskant werd aangesteld als trainer van het team dat in mei 2012 debuteert in Mid South Division van de Southern Conference van de USL Premier Development League. Op 5 mei werd de eerste wedstrijd met 4-0 verloren bij Austin Aztex FC.  Maaskant was voor het einde van het seizoen vertrokken naar FC Groningen. In januari 2013 werd Hans van Arum aangesteld als nieuwe coach. Nu opereert de Texas Dutch Lions onder de naam Houston Dutch Lions waarin Martin Kroeze eigenaar is samen met zijn twee zoons Dennis Kroeze en Robbert Kroeze
De club heeft ook een jeugdafdeling die rond de 250 leden heeft. De club werkte ook samen met de RJO Willem II/RKC waarvan enkele spelers in het onder 20 team uitkwamen (enkel 2013 seizoen).
Voor het 2013 PDL seizoen wordt voormalig profvoetballer en proftrainer Hans van Arum aangesteld, Van Arum zou het seizoen afmaken met 4 overwinningen, 3 gelijke spelen en 7 nederlagen (4e plaats). Als assistent van Van Arum werd Marco Pruis aangesteld.
In 2014 werd Marco Pruis gepromoveerd tot hoofdtrainer en ging de club in het Houston Dutch Lions FC Soccer Facility in Conroe spelen. In 2016 won Houston Dutch Lions de Lone Star Conference.
In november 2019 verhuisde de club naar Florida en ging vanaf het seizoen 2020 in Olympia Heights als Miami Dutch Lions FC spelen.
| Naam trainer    | Seizoen(en) |
| --------------- | ----------- |
| Robert Maaskant | 2012        |
| Hans van Arum   | 2013        |
| Marco Pruis     | 2014-heden  |

### Seizoenen overzicht
| Seizoen | Divisie | Competitie                     | Eindstand                                      | Playoffs                   | Open Cup            |
| ------- | ------- | ------------------------------ | ---------------------------------------------- | -------------------------- | ------------------- |
| 2012    | 4       | USL Premier Development League | 4e Mid South Division, Southern Conference     | Niet gekwalificeerd        |                     |
| 2013    | 4       | USL Premier Development League | 5e Mid South Division, Southern Conference     | Niet gekwalificeerd        | Niet gekwalificeerd |
| 2014    | 4       | USL Premier Development League | 5e Mid South Division, Southern Conference     | Niet gekwalificeerd        | Niet gekwalificeerd |
| 2015    | 4       | USL Premier Development League | 4e Mid South Division, Southern Conference     | Niet gekwalificeerd        | Niet gekwalificeerd |
| 2016    | 4       | National Premier Soccer League | 1e South Central Division, Southern Conference | Gekwalificeerd, Winnaar    | Niet gekwalificeerd |
| 2017    | 4       | National Premier Soccer League | 3e Lone Star Conference                        | Gekwalificeerd, 1/2 finale | R2                  |
| 2018    | 4       | National Premier Soccer League | 3e Lone Star Conference                        | Gekwalificeerd, Finale     | Niet gekwalificeerd |
| 2020    | 4       | National Premier Soccer League | Sunshine Conference (gestaakt)                 | Gestaakt                   | Niet gekwalificeerd |
| 2021    | 4       | National Premier Soccer League | 2e Sunshine Conference                         | Gekwalificeerd, 1/2 finale | Niet gekwalificeerd |

## Bekende (oud-)spelers
- Sjaak Polak (2012)
- Joonas Kolkka (2012)
- Furhgill Zeldenrust (2012)
- Jelle van Kruijssen (2013)
- Thomas Verhaar (2013)
- Stuart van Doten (2016)